# Paracercion sieboldii
Paracercion sieboldii là một loài chuồn chuồn kim trong họ Coenagrionidae.
Paracercion sieboldii được Selys miêu tả khoa học năm 1876.

## Hình ảnh

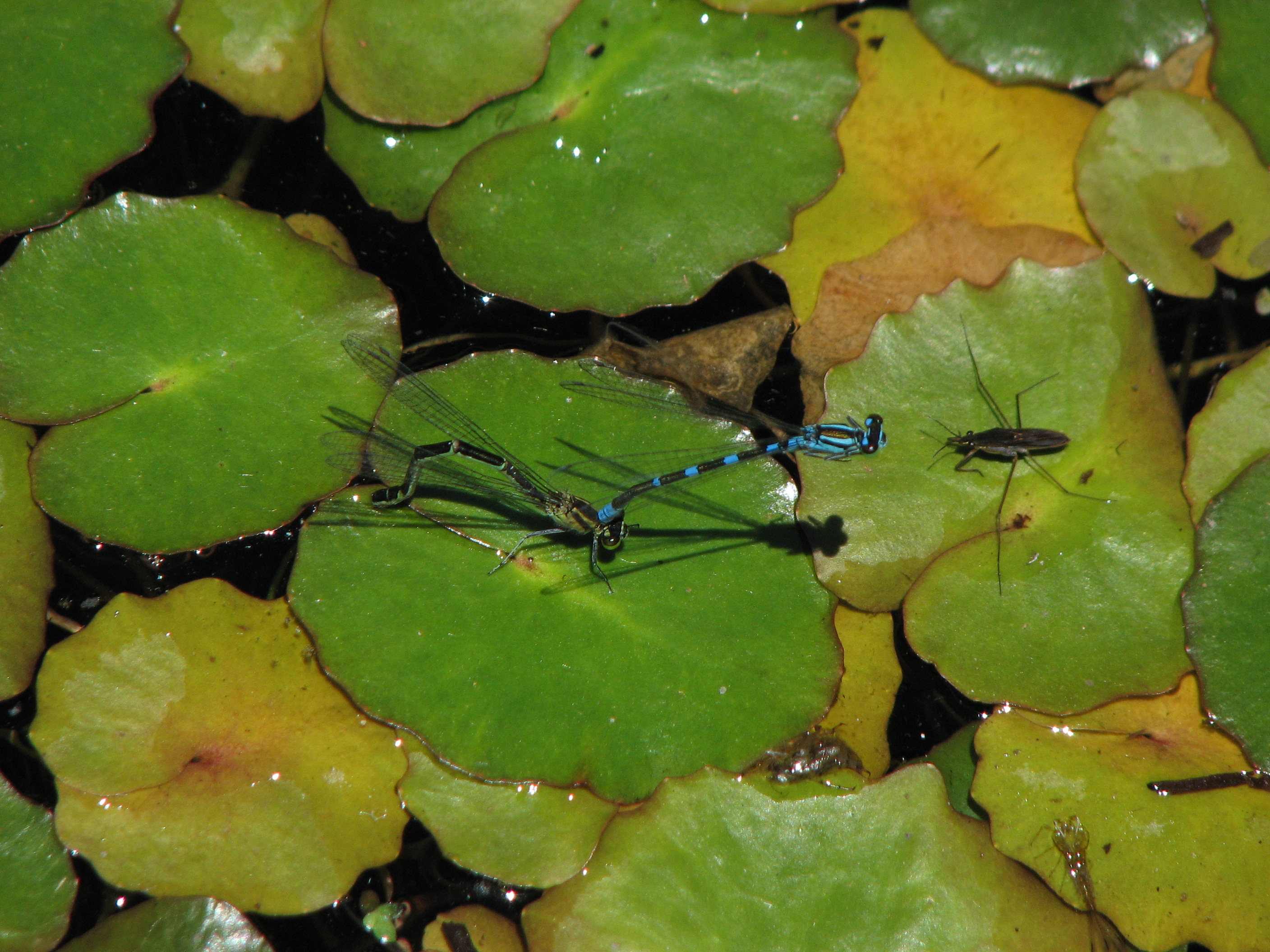
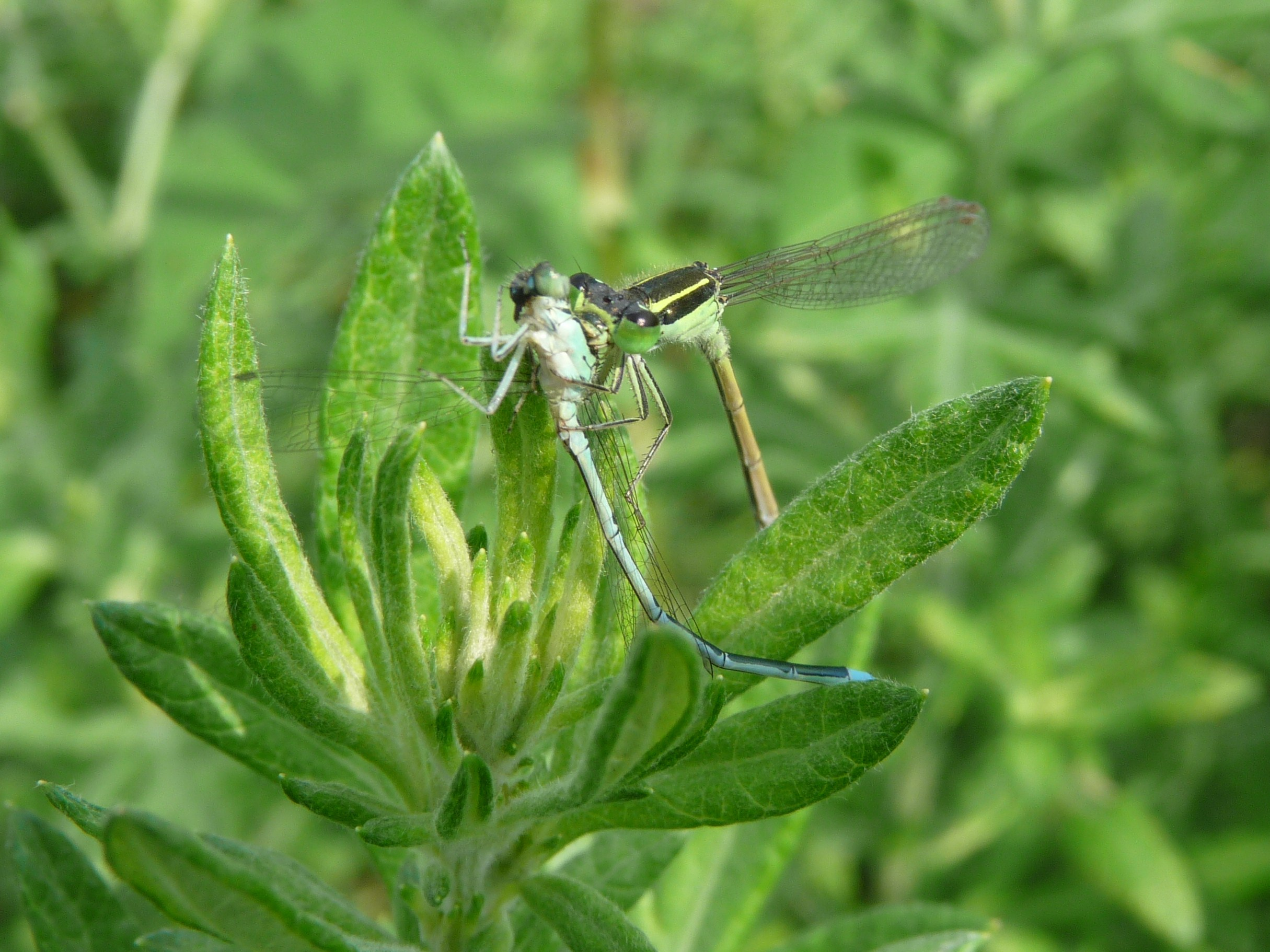